# Proclamación de Dungannon

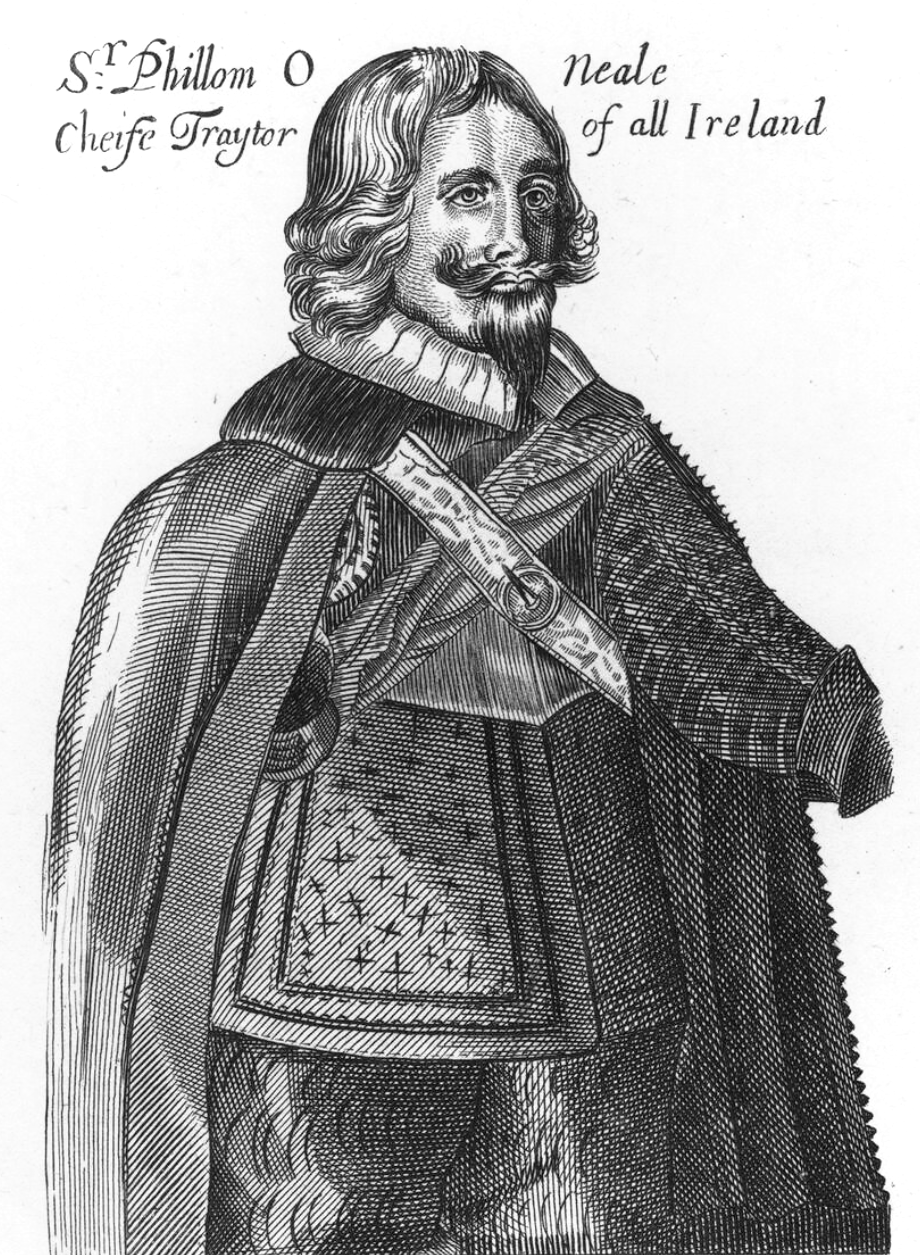
Sir Phelim O'Neill

La Proclamación de Dungannon fue un documento producido por Sir Phelim O'Neill el 24 de octubre de 1641 en la ciudad irlandesa de  Dungannon. O'Neill fue uno de los líderes de la  Rebelión irlandesa que se había llevado a cabo el día anterior. La Proclamación de O'Neill establece una justificación del levantamiento. Afirmó haber recibido una  comisión firmada y sellada el 1 de octubre por el Rey de Irlanda  Carlos I que le ordenó dirigir a los católicos irlandeses en defensa del Reino de Irlanda contra los protestantes que simpatizaban con los oponentes de Carlos en el Parlamento de Inglaterra.

## Antecedentes
Tras el juicio y la ejecución del  Virrey  Thomas Wentworth en mayo de 1641, Irlanda se encontraba en un estado de confusión. Hubo una tensión creciente entre católicos y protestantes, particularmente los de tendencia puritana, con los primeros en general simpatizante con el rey Carlos, mientras que los segundos apoyaron al parlamento inglés y al Covenan Covenanters en la disputa que pronto conduciría al estallido de la Guerra Civil Inglesa. Esto formó parte de la Guerra de los Tres Reinos más amplia.
El 23 de octubre estalló un levantamiento importante en Ulster organizado por miembros destacados de la aristocracia  Gaélica. Los rebeldes atacaron plantaciones protestantes asentamientos de plantaciones así como protestantes nativos irlandeses y tomaron ciudades guarnición en poder del  Ejército irlandés. Las autoridades del gobierno irlandés en Dublín lucharon para contener la insurgencia con el número limitado de tropas que tenían a su disposición. Una advertencia de último momento salvó a Dublin Castle de un ataque sorpresa, aunque O'Neill claramente desconocía el fracaso del plan de Dublín cuando emitió su proclamación.

## Proclamación
Después de tomar varios puntos estratégicos clave en el Ulster durante las veinticuatro horas anteriores, Sir Phelim hizo su Proclamación en Dungannon, una ciudad que tenía una importancia simbólica como la capital tradicional de la dinastía O'Neill. El texto dice:

 Esta proclamación es para informar a todos en este país que la presente reunión y asamblea de los irlandeses no está pensada contra el Rey, ni para herir a ninguno de sus súbditos, ya sea de la nación inglesa o escocesa; pero solo para la defensa y la libertad de nosotros y de los nativos de la nación irlandesa, pedimos a todas las personas que regresen a sus casas, bajo pena de muerte, y prometemos que cualquier daño hecho a cualquier persona o personas será reparado de inmediato.  

En apoyo de sus acciones, Sir Phelim afirmó tener un documento del rey Carlos que lo comisionó. La Comisión fue supuestamente firmada bajo el Gran Sello de Escocia. Al declarar su lealtad a la Corona y la defensa de la religión católica, O'Neill y sus seguidores adoptaron una postura política que fue retomada por la posterior Confederación Irlandesa que gobernó el territorio controlado por los rebeldes en nombre del Rey de 1642 hasta 1649. La Proclamación alentó a muchos católicos a creer que podían unirse legalmente al levantamiento con la bendición del Rey, mientras que los protestantes quedaron desmoralizados.

## Segunda Proclamación y textos de la Comisión
La segunda y más penetrante proclamación de Sir Phelim se hizo «desde nuestro campamento en  Newry» el 4 de noviembre de 1641:

A todos los católicos del partido romano, tanto ingleses como irlandeses en el reino de Irlanda, les deseamos toda la felicidad, la libertad de conciencia y la victoria sobre los herejes ingleses, que durante mucho tiempo han tiranizado sobre nuestros cuerpos y usurpado mediante la extorsión fincas. Que se te haga saber a ti, todos nuestros amigos y compatriotas, que la majestad más excelente del rey, por muchas grandes y urgentes causas que lo llevaron a él, imponiendo confianza en nuestra fidelidad, nos ha significado, por su comisión bajo la gran sello de Escocia, teniendo fecha en Edimburgo, el 1er día de este inst. Octubre de 1641, y también por cartas bajo su manual de signos, con fecha de dicha comisión, de diversas y atroces afrentas, que los protestantes ingleses, especialmente el Parlamento inglés, han publicado contra su prerrogativa real, y también contra sus amigos católicos, dentro del reino de Inglaterra, la copia de la comisión que les enviamos aquí, para ser publicada con toda rapidez en todas las partes de este reino, para que puedan estar seguros de nuestra suficiente autoridad y autoridad en ella.

También publicó la comisión real real que dio autoridad para su proclamación anterior. Era sutilmente diferente, ya que le permitía arrestar y confiscar propiedades de todos los súbditos protestantes ingleses de Charles que vivían en Irlanda, pero eximía a sus súbditos irlandeses y escoceses. Se le ordenó:

 Charles, por la Gracia de Dios, Rey de Inglaterra, Escocia, Francia e Irlanda, Defensor de la Fe, & c., A todos los súbditos católicos dentro del reino de Irlanda, Saludo: Sepan ustedes, que Nosotros, por la salvaguardia y la preservación de Nuestra persona, han sido forzadas a hacer de nuestra morada y residencia en el reino de Escocia por una larga temporada, ocasionada por el porte obstinado y desobediente del Parlamento de Inglaterra en contra de Nosotros que no solo ha presumido de tomarlos el gobierno y la disposición de esos derechos y prerrogativas principescas, que justamente han descendido sobre Nosotros desde Nuestros predecesores, siendo reyes y reinas de dicho reino por cientos de años pasados, pero también se han posesionado de toda la fuerza de dicho reino, en designando gobernadores, comandantes y oficiales en todos los lugares, por su propia voluntad y placer, sin nuestro consentimiento, por lo cual nos privamos de nuestra soberanía y quedamos desnudos sin defensa. Y puesto que somos muy sensatos, estas tormentas soplan en las alturas y es muy probable que sean arrastradas por la vehemencia del partido protestante del reino de Irlanda, y ponen en peligro nuestro poder y autoridad regios allí también; Sepan ustedes que nosotros, depositando mucho cuidado y confianza en su deber y obediencia, que hemos encontrado hace muchos años, les otorgamos pleno poder y autoridad para reunirnos y reunirnos con toda la rapidez y diligencia, ese negocio de una consecuencia tan grande requiere, y aconsejar y consultar juntos por números suficientes y discretos en todo momento, día y lugar, lo cual a su juicio le resultará más conveniente, y más para ordenar, resolver y efectuar el gran trabajo (ilegible) y dirigida a usted en Nuestras cartas, y para usar todos los medios políticos y formas posibles de poseerse (para nuestro uso y seguridad) de todos los fuertes, castillos y lugares, de fuerza y defensa dentro del reino (excepto el lugares, personas y propiedades de Nuestros súbditos leales y amantes, los escoceses) también para arrestar y apoderarse de los bienes, propiedades y personas de todos los protestantes ingleses, dentro de dicho reino, para nuestro uso. Y a su cuidado y pronta ejecución de esta nuestra voluntad y placer, confiaremos en su deber y lealtad que nos espera, que aceptaremos y recompensaremos a su debido tiempo. Sé testigo en Edimburgo este 1er día de octubre en el decimoséptimo año de Nuestro reinado.  

Parte de la comisión en la ortografía original:

... vse todos polliticke waies y meanes posible poseer su selues (para nuestro vse y seguridad) de todos los fuertes Castillos y lugares de fuerza y defensa dentro de dicho Kingedome, (excepto los lugares, las personas y las fincas de nuestro Loyall y Loveinge suponen a los Scotts) y allsoe para arrestar y apoderarse de los bienes, propiedades y personas de todos los protestantes ingleses dentro de dicho kingdome en nuestra vida.

## ¿Falsificación?
Hasta finales del siglo XIX, los historiadores generalmente aceptaban que la comisión era genuina, o al menos Carlos había alentado secretamente a los católicos irlandeses a lanzar un levantamiento. Desde entonces, por diversas razones, se ha considerado como una falsificación producida por O'Neill y sus asociados sin el conocimiento del Rey. Es posible que hayan adquirido una copia del Gran Sello de Escocia cuando capturaron la ciudad de la guarnición de Charlemont, Condado de Armagh Charlemont] el 23 de octubre.
El historiador  David Stevenson señala que sería poco probable que la comisión se dirigiera a Sir Phelim O'Neill. Si hubiera sido genuino, casi con certeza se habría emitido a los realistas irlandeses más antiguos, como el Conde de Ormond o el líder católico noble del Ulster, el  conde de Antrim. También es improbable que se haya emitido en Edimburgo como afirmó Sir Phelim. Sin embargo, King Charles estuvo en Edimburgo el 1 de octubre, tratando asuntos políticos escoceses.
Falsificación o no, el Rey Carlos proclamó públicamente a todos los rebeldes irlandeses como traidores el 1 de enero de 1642.

## Impacto en Inglaterra y Escocia
Que la Comisión era genuina fue ampliamente aceptada en Inglaterra y Escocia por los oponentes del Rey e incluso por algunos de sus propios seguidores. Parecía estar relacionado con los rumores anteriores de un Armada del Ejército que sugería que Carlos podría traer al Nuevo ejército irlandés, formado en gran parte por católicos del Ulster, para imponer su voluntad a Inglaterra y Escocia. La ira por los supuestos vínculos del Rey con los insurgentes creció, especialmente cuando las historias de horrores sobre las atrocidades cometidas, como la Masacre de Portadown, comenzaron a filtrarse a través del Mar de Irlanda. Las tensiones que surgieron de las noticias de la rebelión irlandesa fueron un factor en el impulso de los ingleses a la Guerra Civil a principios de 1642.
Las autoridades escocesas  enviaron un ejército rápidamente retomaron gran parte del Ulster de los insurgentes. Una vez que la Guerra Civil inglesa estalló en octubre de 1642, los emisarios de Carlos comenzaron las negociaciones con los rebeldes irlandeses por su apoyo, que parecía presentar más pruebas a sus oponentes de sus vínculos con los líderes católicos del Ulster. Muchos de estos tratos posteriores se expusieron cuando las cartas privadas de Carlos se capturaron durante la Batalla de Naseby (1645) y se publicaron como  El Gabinete del Rey Abierto .
Cuando Phelim O'Neill fue capturado en 1653 tras la conquista de Irlanda de Cromwell, fue llevado a juicio por su vida. Las autoridades le ofrecieron perdonarle si repetía sus afirmaciones anteriores de que Carlos había ordenado a los católicos que se levantaran en 1641. O'Neill ahora se negó a implicar al rey, que había sido ejecutado cuatro años antes, y fue ejecutado. No obstante, los republicanos ingleses siguieron utilizando las afirmaciones anteriores de O'Neill sobre la implicación del rey para justificar su decisión de cometer regicidio.